# Tama Janowitz
Tama Janowitz, née le 12 avril 1957, est une romancière et nouvelliste américaine. Elle est l'une des principales figures du groupe d'écrivains américains connu sous le nom de brat pack, au même titre que Bret Easton Ellis et Jay McInerney .
Ses parents sont le psychiatre Julian Janowitz et la professeure de littérature à l’université Cornell Phylis Janowitz (née Winer). Ils divorcent quand Tama a dix ans. Son frère David et elle grandissent aux côtés de leur mère, dans le Massachusetts et, pendant deux ans à la fin des années 60, en Israël.
Tama Janowitz obtient un Bachelor of Arts à Barnard College en 1977 puis un Master of Arts à Hollins College en 1979. Elle complète son parcours universitaire par un Master of Fine Arts à l'École des Arts de l'université Columbia en 1985.
S'installant à New York, elle commence à écrire sur la vie dans la Grosse Pomme, fréquente Andy Warhol et devient une figure bien connue des cercles littéraires et sociaux de Manhattan. Son recueil de nouvelles paru en 1986, Slaves of New York, lui apporte une plus grande notoriété. Dans Publishers Weekly, ce recueil est présenté comme un ensemble de sept histoires mettant en scène une femme prénommée Eleanor, "une jeune femme craintive qui accède au milieu artistique de Lower Manhattan, et qui semble associer des éléments d'Oz et de The Never Never Land à l'Enfer de Dante". Slaves of New York est adapté au cinéma en 1989 par James Ivory, avec Bernadette Peters en vedette. Tama Janowitz est l'auteur du scénario et apparaît à l'écran dans le rôle de l'amie de Peters.
Elle a publié sept romans, un recueil de récits et un ouvrage de non fiction. Elle a quitté Manhattan pour s'installer à Brooklyn en compagnie de son époux britannique, le propriétaire de galerie Tim Hunt, et de leur fille. Elle vit aujourd'hui à Ithaca, dans l'état de New-York.
Son récit autobiographique : A Memoir of Glamour and Dysfunction, est publié en août 2016. Il est accueilli par la critique de façon contrastée, parfois positive, parfois négative. Dans The New York Times Book Review, Ada Calhoun souligne le détachement voire l'indifférence du regard que porte Janowicz sur sa propre vie, mais aussi le charme glamour qu'ont le fait de traîner avec Andy Warhol et de danser au Studio 54. Sont aussi abordées les préoccupations matérielles et financières de l'auteure, qui sous-tendent nombre de ses nouvelles et l'ont conduite à apparaître dans des publicités pour Amaretto et d'autres produits. Calhoun écrit : "ses mémoires, qui couvrent en partie son enfance, dont la période passée en Israël en 1968 (où sa famille a été expulsée d'un hôtel faute de l'avoir payé), sa jeunesse aventureuse (elle a eu une amourette avec Lawrence Durrell, qui avait soixante-trois ans quand elle en avait dix-neuf), les difficultés et les succès de sa carrière, et plus récemment sa vie d'aidante auprès de sa mère en fin de vie, dévoilent avec sincérité le caractère obsessionnel des questions d'argent dans son parcours".